# Austroregia batei
Austroregia batei is een vlokreeftensoort uit de familie van de Gammarellidae. De wetenschappelijke naam van de soort is voor het eerst geldig gepubliceerd in 1871 door Cunningham.